# Födelsedag

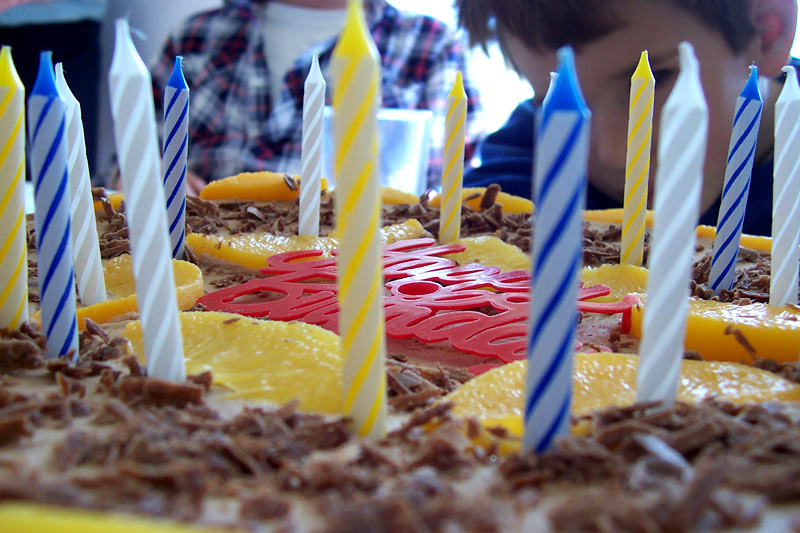
Födelsedagstårta

En födelsedag är den dag under året som en person är född. Födelsedagen anses numera viktig för många människor (åtminstone i västvärlden) och firas ofta med fest, särskilt för barn och gamla samt vid myndighetsåldern och jämna tio- eller 25-tal år. Den som fyller år kallas ofta födelsedagsbarn, även om han eller hon är vuxen. Anhängare av vissa religioner och religiösa samfund firar inte födelsedagar, däribland Jehovas Vittnen och Wahabiter.
De olika seder som människor i vår tid följer i samband med att de firar sina födelsedagar har en lång historia. Ursprunget ligger inom magins område. Sederna att gratulera, ge presenter och fira födelsedagen - med levande ljus och allt - avsåg i forna tider att skydda födelsedagsbarnet mot demonerna och garantera dess trygghet under det kommande året. Fram till 300-talet förkastade kristendomen födelsedagsfirandet som en hednisk sedvänja.
I Sverige var den 22 mars den vanligaste födelsedagen år 2013.

## Officiella födelsedagar
Vissa kända personers födelsedagar firas som särskilda helgdagar, däribland: 
- Koningsdag firas i Nederländerna på kungens födelsedag.
- I USA är Presidents' Day en helgdag tillägnad presidenten, som ursprungligen firades på George Washingtons födelsedag. Den infaller numera tredje måndagen i februari.
- Juldagen, firas som Jesu traditionella födelsedag.
- I Sverige är kungafamiljens medlemmars födelsedagar allmänna flaggdagar.
- I Nordkorea firas Kim Il Sungs födelsedag den 15 april och Kim Jong-ils födelsedag den 16 februari som helgdagar.
- Den nuvarande regentens födelsedag firas vid Queen's Official Birthday i Australien, Fiji, Kanada, Nya Zeeland och i Storbritannien.
- I Indien firas Gandhi Jayanti den 2 oktober, Mahatma Gandhis födelsedag, vilken är en nationaldag.
- Martin Luther King-dagen är en helgdag i USA som firas i anslutning till Martin Luther Kings födelsedag den 15 januari. Dagen infaller den tredje måndagen i januari.

## Traditioner i Sverige
Förr var det vanligare att man firade namnsdagar än födelsedagar i Sverige, eftersom många inte kände till vilket datum de var födda. Under 1800-talet firades födelsedagar främst i sydvästra Sverige, medan namnsdagsfirande ännu var vanligast på många andra håll. Med åren ersattes senare namnsdagsfirandet alltmer av födelsedagsfirande. Numera förekommer det ibland att vissa som fyller år, vanligtvis vuxna, undanber all uppvaktning.
Inom familjen är det vanligt att födelsedagsbarnet väcks med frukost och ibland födelsedagstårta på sängen av den övriga familjen som samtidigt sjunger en födelsedagssång och ger födelsedagsbarnet presenter. Vanliga födelsedagssånger är "Ja, må han/hon/du leva!", "Med en enkel tulipan", "Vi gratulerar" och den engelskspråkiga sången "Happy Birthday to You". Eftersom dessa är hyllningssånger deltar födelsedagsbarnet inte i sången, utan ligger ned eller sitter ned medan övriga står upp. Sången avslutas vanligen med hurrande. Det svenska fyrfaldiga hurrandet kommer från örlogsfartygens signalsystem från 1600-talet. Två kanonskott betydde "här är de svenske!", och i konungens närvaro fördubblades antalet.
Födelsedagstårta kan förekomma både under morgongratulationen och under födelsedagsfesten. Man brukar tända levande ljus i tårtan, oftast lika många som den firade fyller år. Innan tårtan skärs upp brukar födelsedagsbarnet försöka blåsa ut alla ljus i ett andetag. Lyckas det anses det innebära tur. Födelsedagsbarnet får samtidigt önska sig något, men måste enligt sägnen hålla tyst om önskningen för att den ska gå i uppfyllelse. Det är födelsedagsbarnet som skär upp tårtan och tar den första tårtbiten. Om tårtbiten står upp på tallriken utan att välta så sägs det enligt talesätt innebära att personen blir gift.
Födelsedagsfesten kan (särskilt för barn) också kallas födelsedagskalas. Namnet till trots är det inte ovanligt att födelsedagen firas i för- eller efterskott. Vanligen är det födelsedagsbarnet eller födelsedagsbarnets familj som bjuder in till festen, men för vuxna födelsedagsbarn förekommer också överraskningsfester. Under födelsedagsfesten är det födelsedagsbarnet som är centralpunkten och går före gästerna i den vanliga etiketten. På födelsedagskalas för barn, så kallade barnkalas, är det vanligt med lekar som "Hela havet stormar" och "skeppsbrott" eller annan underhållning.
Viktiga födelsedagar:
- 15 år – får köra moped och blir straffmyndig.
- 18 år – blir myndig. Får rösta, köra bil och gifta sig.
- 20 år – får inhandla alkoholhaltiga drycker på Systembolaget.
- 50 år

## Traditioner i Finland
Också i Finland var det i äldre tid vanligare att fira namnsdag än födelsedag. Man visste inte alltid exakt vilken dag man var född, även den gamla kyrkliga synen att dopdagen var viktigare än födelsedagen spelade in. Seden att fira födelsedag i nutida mening kom till Sverige, och därmed också Finland, från Tyskland under 1600-talet. Inom högreståndskretsar kunde man uppvakta en person med skådespel, hyllningsverser och gåvor. Från 1800-talet finns skildringar av födelsedagsfirande i borgerliga kretsar med liknande inslag. Bland annat noterades bemärkta personers födelsedag i dagstidningarna från början av 1800-talet. Annonser där man gratulerade vänner och släktingar på födelsedagen blev vanliga på 1870-talet.
Seden att fira personer som fyllde jämna år, speciellt 50-årsdagen, blev vanlig i början av 1900-talet. Det skedde först i städerna. Helt etablerat, också på landsbygden, blev födelsedagsfirandet efter andra världskriget.